# 국립중앙과학관 자기부상열차
국립중앙과학관 자기부상열차(國立中央科學館磁氣浮上列車)는 대전광역시 유성구 가정동의 국립중앙과학관과 도룡동의 엑스포과학공원을 잇는 총 연장 995m의 자기부상열차로, 대한민국에서 최초로 영업 운행을 시작한 자기부상열차 노선이다.

## 역사
국립중앙과학관은 2005년부터 2007년 5월까지 교각·궤도·역사 등 기반 시설 설치 작업을 진행하였다. 2007년 6월, 현대로템과 한국기계연구원이 개발한 UTM-02을 설치한 뒤 종합 시운전을 완료하였다.
2008년 4월 21일, 국립중앙과학관-엑스포과학공원의 995m 구간을 하루 왕복 16차례 운행하는 자기부상열차 노선을 개통하였다.
개통 초기에는 무료로 운영되었으나, 2011년 12월 1일 국립중앙과학관의 입장료개편에 따라 편도기준 대인 1,000원, 소인 500원의 요금으로 이용할 수 있다.
현재 엑스포 재창조 사업으로 인해 일부 노선의 철거가 불가피해짐에 따라 과학관측은 엑스포과학공원을 거쳐 한밭수목원까지 노선을 연장하는 방안을 추진하였으나, 예산이 배정되지 않아 1km 구간중 450m만 운행하게 되었다.
2014년 엑스포과학공원 재창조 사업에 따라 구간 절반이 철거되면서 관람객은 급감하였고, 코로나19 범유행의 여파로 2020년 운영을 전면 중단하였다. 이후 운행한 지 13년이 지난 2021년 5월 철거되었다.

## 운행 정보
- 기본 2량 1편성으로 운행된다.
- 설계속도는 시속 80km지만, 짧은 구간을 감안해 실제 운행속도는 시속 30km이다.

## 특징
승차 정원은 좌석 44명, 입석 76명, 총 120명이다. 한때, 매년 10만명이 넘는 관람객이 탑승하기도 하였다.

## 노선
- 기존 대전엑스포 당시 세워졌던 560m의 노선 중 240m를 활용하고 755m를 신설해 총 995m였으나, 엑스포과학공원 재개발 사업으로 인해 대덕대로를 지나는 다리 이후가 폐선이 되어 450m만 남았다.
- 대한민국의 여객철도 중에 가장 짧다.

### 정차역
- 1993년 세계 박람회 자기부상열차관 (폐역)

- 과학관역